# Яла, Кумба
Ку́мба Яла́ (порт. Kumba Yalá; 15 марта 1953, Bula, Португальская Гвинея — 4 апреля 2014, Бисау) — государственный деятель, президент Гвинеи-Бисау (2000—2003), был свергнут в результате военного переворота. Он принадлежал к этнической группе баланте и с 14 ноября 1980 года являлся лидером Партии социального обновления (ПСО). В 2008 году он принял ислам и взял новое имя Мухаммад Яла Эмбало.

## Биография
Кумба Яла родился в 1953 году. Он изучал богословие в Католическом университете в Лиссабоне (Португалия). После окончания университета изучал философию и право. Говорил на португальском, креольском, испанском, французском и английском языках и мог читать на латинском, греческом и иврите. Работал преподавателем философии.
После перехода Гвинеи-Бисау к многопартийной системе Кумба Яла состоял в партии Демократический социальный фронт Рафаэла Барбозы. Затем перешёл в Партию социального обновления. Во время всеобщих выборов 1994 года К. Яла был выдвинут на пост президента, но его с небольшим отрывом победил Виейра.
После двух военных переворотов в Гвинее-Бисау и кровопролитной гражданской войны К. Яла одержал победу на выборах 2000 года.

После того, как Яла пришел к власти, на него было совершено покушение.

Уделял особое внимание отношениям с Сенегалом, Гвинеей, Португалией и Францией. Вскоре после своего избрания Яла заявил, что намерен уволить до 60 % госслужащих и заменить их членами собственной политической партии, а в начале 2001 года он уволил трёх судей Верховного Суда. Национальная Ассамблея резко отреагировала на его новую инициативу, поставила вопрос об импичменте и заставила президента отказаться от чистки аппарата. Всего за три года правления сменил около 50 министров и несколько премьеров.
В декабре 2001 и мае 2002 года успешно пережил попытки вооружённого переворота. Выступления военных проходила на фоне почти непрерывных уличных протестов населения, недовольного правлением Ялы. Под нажимом ООН президент объявил амнистию участникам путчей, но параллельно с этим начал угрожать Гамбии вторжением, пока она не выдаст скрывающихся там путчистов.
В конце 2002 года распустил Национальную Ассамблею, которая перед этим выразила ему вотум недоверия. Изначально новые парламентские выборы были назначены на апрель 2003 года, но потом откладывались дважды, под предлогом отсутствия полных списков избирателей. 12 сентября 2003 года власти в очередной раз заявили о невозможности проведения выборов в октябре и переноса их на более поздний срок.
В сентябре 2003 года Кумба Яла был свергнут в результате бескровного военного переворота во главе с генералом Вериссимо Коррейя Сеаброй. Последней каплей стала многомесячная задержка зарплат госслужащим и армии. Большая часть населения приветствовала действия военных.
Содержался под домашним арестом до марта 2004 года.
Позже вернулся в политику, возглавил Партию социального обновления и несколько раз участвовал в президентских выборах.
Умер 4 апреля 2014 года в военном госпитале от остановки сердца.